# اوتو-هاینریش درکسلر
اوتو-هاینریش درِکسلر (۱ آوریل ۱۸۹۵ – ۵ مهٔ ۱۹۴۵) کمیسار عمومی لتونی برای رژیم اشغالی آلمان نازی (رایخس‌کومیساریات اوستلاند) در طول جنگ جهانی دوم بود. در این مقام، وی در راه اندازی گتو ریگا و در نابودی یهودیان لتونی نقش فعال داشت. وی پس از اسیر شدن توسط نیروهای بریتانیا در ۵ مه ۱۹۴۵ اقدام به خودکشی کرد.

## نقش در هولوکاست

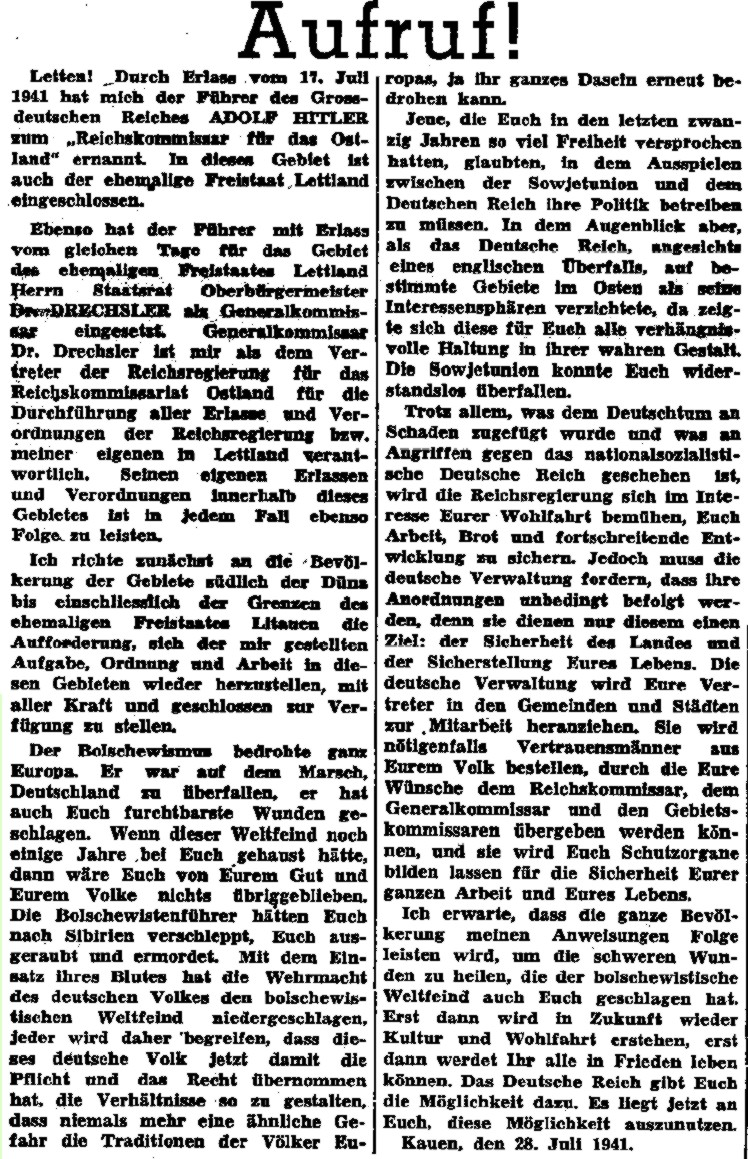
اسکن اعلامیه‌ی هاینریش لوزه، کمیسر رایش برای سرزمین‌های شرقی، خطاب به مردم لتونی

در طول مدت حضور درکسلر در لتونی، تعداد زیادی از کشتارها، به ویژه کشتار یهودیان، توسط آلمانی‌ها همراه با کمک قابل توجهی از همدستان لتونیایی آن‌ها انجام شدند. علاوه بر این، یهودیان لتونی به گتوها گسیل داده شده بودند، که به بردگی گرفتن و کشتن آنها کمک می‌کرد. در اوایل ژوئیه سال ۱۹۴۱، درکسلر توسط زیردست خود از کشتارهای یهودیان در ونتسپیلس آگاه شد. در اکتبر ۱۹۴۱، هاینریش هیملر طرحی را ارائه داد (بعدها رها شد)، تا در نزدیکی ریگا اردوگاه مرگی ایجاد شود مشابه با آنچه بعدها برای عملیات راینهارد، که طرح پنهان نازی‌ها برای کشتار بیشتر یهودیان لهستانی و کولیان در لهستان اشغالی بود، ایجاد شد. قرار بود یهودیان آلمان، اتریش و چکسلواکی (در اصطلاح «یهودیان رایش») به این اردوگاه تبعید شده و سپس به قتل برسند. در اواخر ماه اکتبر، هیملر این طرح را به لوهس و درکسلر اطلاع داد. همچنین در اکتبر ۱۹۴۱، درکسلر گزارش دیگری از زیردست خود دریافت کرد، که این گزارش به کشتارهای مداوم یهودیان در لیپایا می‌پرداخت. در پاییز ۱۹۴۱ درکسلر از نزدیک درگیر راه‌اندازی گتو ریگا به عنوان منطقه‌ای برای حبس یهودیان شد. به گفته ازرگایلیس، تاریخ‌دان، این امکان وجود دارد که درکسلر در بزرگترین کشتار، در رومبولا، در ۳۰ نوامبر ۱۹۴۱ حضور داشته بود. بیشتر قربانیان رومبولا از گتو ریگا بودند.